# Ferdinand Bordewijk
Ferdinand Bordewijk (Amsterdam, 10. listopada 1884. – Den Haag, 28. travnja 1965.) bio je nizozemski pisac koji se ubraja u struju stvaratelja koji pripadaju novoj stvarnosti (niz. De Nieuwe Zakelijkheid, njem. Neue Sachlichkeit) i magičnom realizmu (niz. Het magisch realisme, španj. Realismo mágico).

## Životopis
Ferdinand Johan Wilhelm Christiaan Karel Emil Bordewijk je dao svojih pet imena izostaviti po dozvoli okružnog suda u Den Haagu 13. ožujka 1919. godine. Kao autor koristio se nazivom F. Bordewijk, bez imena.
Studirao je pravo u Leidenu. Poslije završetka studija otišao je raditi u Rotterdam u odvjetnički ured. Godine 1916. debitirao je bez puno uspjeha s zbirkom pjesama "Paddestoelen" (Gljive) pod pseudonimom Ton Ven, koji je kasnije još nekoliko puta koristio.
Više priznanja dobio je za tri kratka romana Blokken (1931.), Knorrende beesten (1933.) i Bint (1934.) i dva dulja romana, Rood paleis (1936.) (Crvena palača) i Karakter (1938.). Ovaj potonji je 1997. redatelj Mike van Diem ekranizirao a film je dobio Oscara kao i De Gouden kalf (Zlatno tele, najveća nizozemska filmska nagrada). Blokken je jedan distopijski roman i objavljen je godinu ranije nego Vrli novi svijet (Brave New World) od Aldousa Huxleya, koji je Bordewijk smatrao beznačajnim (een enorme prul).
Bordewijk se 1. kolovoza 1914. vjenčao s nizozemskom skladateljicom Johannom Roepman (1892. – 1971.). Između ostalog napisao je i libreto za njenu operu Rotonde iz 1941.

## Nagrade
- 1949. - Prijs voor kunsten en wetenschappen za Noorderlicht
- 1953. - P.C. Hooft-prijs za De doopvont en Studiën in volkscultuur
- 1957. - Constantijn Huygensprijs za svoj opus